# Dänische Badmintonmeisterschaft 1959
Die Dänische Badmintonmeisterschaft 1959 fand in Kopenhagen statt. Es war die 29. Austragung der nationalen Titelkämpfe im Badminton in Dänemark.

## Titelträger
| Disziplin    | Sieger                                                                   |
| ------------ | ------------------------------------------------------------------------ |
| Herreneinzel | Knud Aage Nielsen, Nykøbing F.                                           |
| Dameneinzel  | Inger Kjærgaard, Odense BK                                               |
| Herrendoppel | Finn Kobberø Bent Albertsen, Københavns BK                               |
| Damendoppel  | Kirsten Thorndahl, Amager BC Hanne Jensen, Københavns BK                 |
| Mixed        | Poul-Erik Nielsen, Skovshoved IF Inge Birgit Anker Hansen, Københavns BK |